# جو براون (لاعب كرة قاعدة)
جو براون (بالإنجليزية: Joe Brown)‏ هو لاعب كرة قاعدة أمريكي، ولد في 4 أبريل 1859 في كندا، وتوفي في 28 يونيو 1888.

## وصلات خارجية
- جو براون على موقعبيزبول رفرنس.كوم (الدوري الرئيسي) (الإنجليزية)
- جو براون على موقعبيزبول رفرنس.كوم (الدوري الثانوي) (الإنجليزية)